# Церковь Троицы Живоначальной (Троице-Лобаново)
Церковь Троицы Живоначальной (Троицкая церковь) — православный храм в селе Троице-Лобаново городского округа Ступино Московской области. Относится к Московской епархии Русской православной церкви.

## История
Новая каменная Троицкая церковь на месте обветшавшей деревянной в старинной вотчине князей Лобановых-Ростовских была выстроена, по некоторым источникам, не позднее 1578 года, освящена при царе Алексее Михайловича и Патриархе Иосафе II, имела два придела — Успенский и Никольский. Видимо, с этим годом связано первое упоминание в Писцовых книгах Московского государства. При Волконских, в 1767 году, была построена также каменная колокольня. Архитектурно представляла собой четверик с боковыми приделами. Храм перестраивался неоднократно перестраивался — в XVIII веке четверик был увенчан восьмериком, в XIX веке была построена обширная трапезная. При церкви имелось кладбище. В 1843 году территория вокруг храма обнесена оградой с кирпичными башнями и Святыми воротами..
Весьма примечательна история с колоколом храма, с появлением которого связана почти легендарная история. На колоколе изображен портрет шведского короля Карла XI. «Благовестник» был найден князем Волконским в пруду во время его чистки; расспросив старожилов, князь выяснил, что существовало предание, будто князь Лобанов-Ростовский, прежний владелец Троице-Лобаново, привезший данный колокол «неизвестно откуда», повесил его на колокольне Троицкого храма; однажды во время службы (заутреня) мощный звук разбудил и испугал князя, после чего тот велел скинуть колокол в пруд. Князь Волконский подарил находке вторую жизнь, вновь поместив её на колокольню.
По словам Н. Д. Иванчина-Писарева: «…звон этого благовестника слышен далеко в окрестности, вблизи же слишком резок, ибо в нём много серебра».

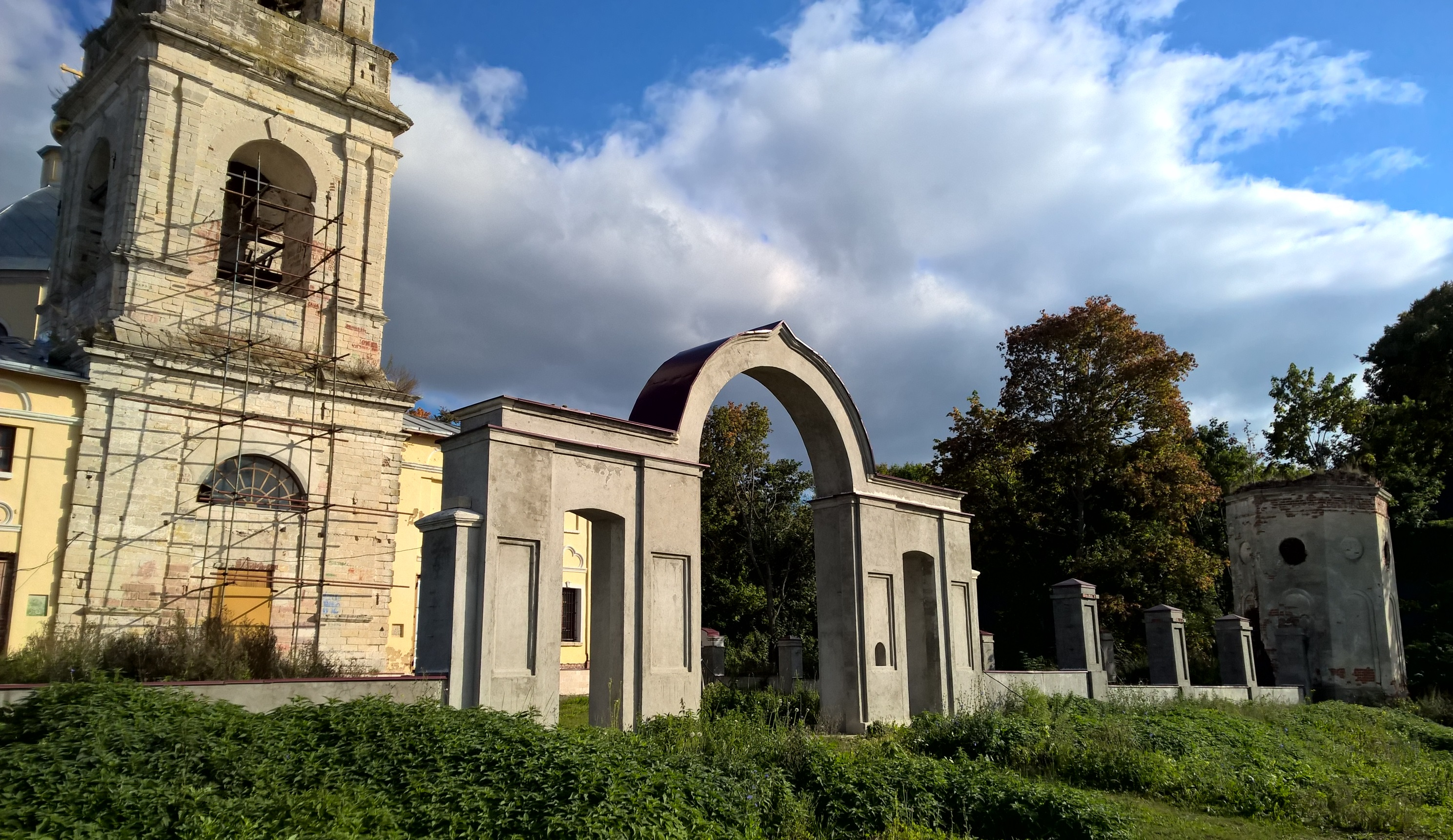
Восстанавливаемые ворота и ограда храма

Храм пережил Октябрьскую революцию, но был закрыт и разорён в 1930-е, в годы советского гонения на церковь. Здание церкви некоторое время использовалось как зернохранилище, но потом было заброшено. Спустя десятилетия постановлением Совета Министров РСФСР № 624 от 4 декабря 1974 года храм, угловые башни и ограда с воротами были поставлены на государственную охрану как памятники архитектуры.
В 1992 году церковь была передана Московской епархии, и начались его восстановительные работы. В 1999 году храм получил статус патриаршего подворья. С ноября 2014 года — это приход Московской епархии, имеет статус патриаршего подворья. Ремонтные работы на территории подворья продолжаются в настоящее время.
От бывшей усадьбы в Троице-Лобаново сохранились руины усадебного комплекса, остатки обширного сада и парка с прудами XVIII века.

### Священники
- Борис Иванов (Знаменский) (ок. 1739-1811) — 1797, 1811
- Силуан Васильев — до 1827[6]
- Никанор Афанасьев Покровский — с 1827[6]
- Михаил Никаноров Покровский — сын предыдущего